# Cuartel de Santa Lucía
El Cuartel de Santa Lucía es un edificio en ruinas en Intramuros, en Manila, Filipinas.
Fue construido para la Artillería de la Montaña en 1781 siguiendo los planos de Tomás Sanz. Su construcción fue ejecutada durante la gobernación de José Basco y Vargas. En 1901, la Policía de Filipinas utilizó los edificios como su sede. En 1905, se abrió como una escuela militar, que es la Academia Militar de Filipinas en Baguio en la actualidad. El edificio quedó en ruinas durante la Segunda Guerra Mundial, por lo tanto, las paredes restantes fueron reconstruidos por la Policía de Filipinas. El interior nunca fue reconstruido y se convirtió en un parque.
Los cuarteles estaban localizados cerca de la Puerta de Santa Lucía y al lado del Beaterio de la Compañía.
La Puerta de Santa Lucía, fue construida al final de la Calle Real del Parián. También sirvió como la salida principal para ir a la orilla del mar. Fue construida por el Gobernador General José Basco y Vargas desde 1778 hasta 1787, durante el reinado de Carlos III de España. La planificación para la construcción de la puerta comenzó en 1781, y se completó alrededor del año 1791, con el plan de Brambila. La Puerta de Santa Lucía fue demolida por los tanques estadounidenses en 1945 y fue reconstruida en 1968 por el Comité de Restauración de Intramuros, de acuerdo a los planes originales archivados por los españoles.